# プルワット環礁
プルワット環礁（プルワットかんしょう、英語: Poluwat）は北西太平洋カロリン諸島の珊瑚環礁。プルワト環礁と呼ばれるほか、かつてはエンダービー諸島とも呼ばれていた。英字表記ではPolowatやPuluwatなどとも表記される。ミクロネシア連邦チューク州に属しており、自治体にもなっている。

## 地理
プルワト島はチューク州の「Oksoritod」と呼ばれる北西地域のうち、Pattiwと呼ばれる西部地域に属している。位置は北緯07度21分26秒 東経149度12分01秒 / 北緯7.35722度 東経149.20028度に存在する。
プルワット環礁は多くのミクロネシアの環礁と比較して小さな環礁を持っており合計の大きさは7km2ほどである。環礁には5つの島があり、合計の土地面積はおおよそ3.4km2である。南東に位置するプルワト島から反時計回りにアレンジェラプ（Alengelap）、トゥ（To）、アレット、ホウ（Haw）と呼ばれている。環礁の北端はプルワト島とアレット島の間であり、アレンジェラプ島とトゥ島が存在する。南端がホウ島でありこの島の面積は0.02km2で最小である。これらの小島には樹木が生えているがココヤシは少ない。西のアレット島と東のプルワット島の2つの大島は、中央部にパンノキ、沿岸部にココヤシが植わっている。プルワット環礁のうち、特にアレット島はチューク州最西端の島となっている。
礁湖に面するプルワト島の西部には3つの村があり、2000年の国勢調査で1015人が居住していた。村は北から順にRelong、Lukaf、Rewowと呼ばれている。
プルワット環礁は外側にも海面の浅い場所があり、諸島部から南東に延びている。プルワト島の南東26kmの位置にはUranie堆があり、11-16m程の水深になっている。プルワット環礁と南東に続く周辺の海底構造をあわせてより大きい環礁としてみた場合、環礁の合計面積は332km2ほどの大きさとなる。
また、接続はしていないもののアレット島の西北西5km程の位置に水深16mほどの珊瑚礁があるエンダービー堆が存在する。

## 歴史
1801年4月7日にFilipino号の船長でスペイン海軍将校のJuan Antonio de Ibargoitiaが発見した。
カロリン諸島全域と同じくスペイン領を経て19世紀末にドイツ帝国に売却され、第1次世界大戦後は日本の委任統治下に入り南洋庁の下で管理された。
第2次世界大戦中、保井龍雄少将指揮下の陸軍独立混成第11連隊2769人と海軍243人が守備隊として配置されていた。これらの守備隊は食料不足から3分の2がチューク環礁に送られたものの、補給不足による飢えと熱帯病などによって陸軍335人、海軍211人を失っている。第二次大戦開戦前からの日本の防御用掩蔽壕と40m高の白コンクリートの灯台がアレット島北西部に存在する。アレット島には多くの日本軍の遺棄物が残っており、アメリカ軍用機によって攻撃され、浜に乗り上げた舟なども存在する。礁湖の底には多くのアメリカ軍用機が沈んでいる。日本が立てた灯台はアメリカ合衆国国家歴史登録財に登録されている。

## 通信
プルワット環礁にはラジオ局が存在する。